# الانتخابات النصفية في الولايات المتحدة

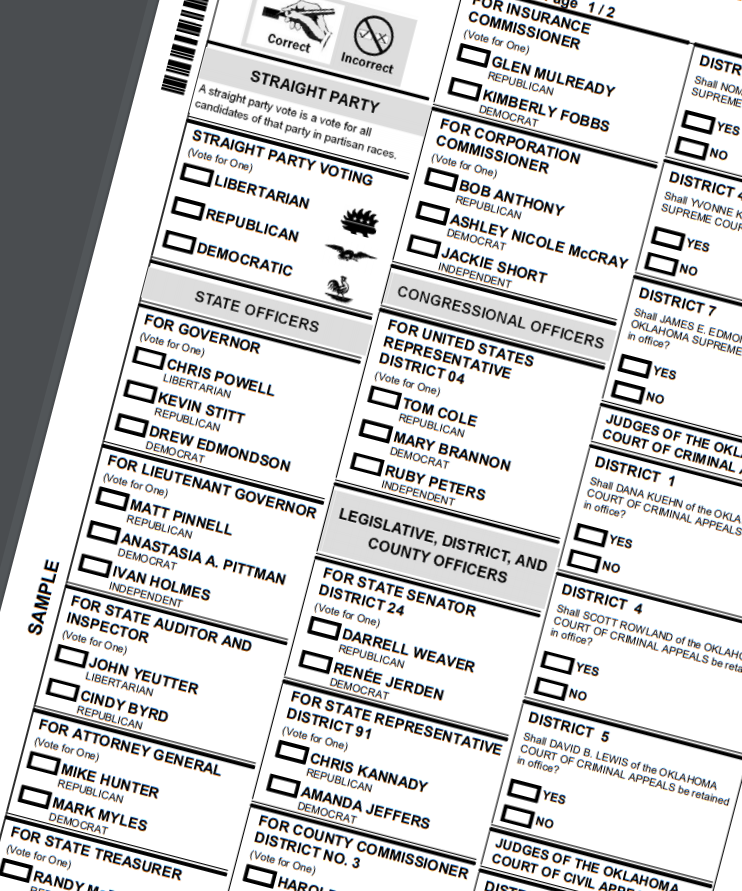
اقتراع عام 2018 في انتخابات أوكلاهوما العامة

الانتخابات النصفية في الولايات المتحدة هي الانتخابات العامة التي تُجرى بالقرب من منتصف فترة ولاية الرئيس البالغة أربع سنوات، وتُقام يوم الثلاثاء التالي للإثنين الأول من شهر نوفمبر. تشمل المكاتب الفيدرالية المطروحة للانتخابات خلال منتصف المدة جميع مقاعد مجلس النواب البالغ عددها 435 مقعدًا، و33 أو 34 مقعدًا من أصل 100 مقعد في مجلس الشيوخ.
إضافة إلى ذلك، تنتخب 34 ولاية من الولايات الأمريكية الخمسين حكامها لمدة أربع سنوات خلال انتخابات التجديد النصفي، بينما تنتخب ولايتي فيرمونت ونيوهامبشاير حكامًا لمدة عامين في كل من الانتخابات النصفية والرئاسية. وهكذا، يجري انتخاب 36 محافظًا خلال انتخابات التجديد النصفي. تنتخب العديد من الولايات أيضًا ضباطًا في المجالس التشريعية لولاياتها في سنوات منتصف المدة. كما تجري انتخابات على مستوى البلديات. يوجد على بطاقة الاقتراع العديد من رؤساء البلديات (عمدة) والمكاتب العامة المحلية الأخرى ومجموعة متنوعة من مبادرات المواطنين.
غالبًا ما تجري الانتخابات الخاصة بالتزامن مع الانتخابات العادية، لذلك يمكن انتخاب أعضاء مجلس الشيوخ والمحافظين وغيرهم من المسؤولين المحليين لفترات جزئية.
تلقى انتخابات التجديد النصفي إقبالاً أقل للناخبين من الانتخابات الرئاسية. ففي حين بلغت نسبة الإقبال في الانتخابات الرئاسية على 50-60٪ على مدى الستين عامًا الماضية، فإن انتخابات التجديد النصفي وصلت فيها نسبة الإقبال إلى 40٪ فقط ممن يحق لهم التصويت. غالبًا ما تشهد انتخابات التجديد النصفي خسارة حزب الرئيس للأغلبية في الكونغرس، كما تشهد أيضًا في كثير من الأحيان أن يسيطر الحزب المعارض للرئيس على أحد مجلسي الكونجرس أو كليهما.

## خلفية
تحدد المادة الثانية، القسم 1، البند 1 من دستور الولايات المتحدة فترة ولاية رئيس الولايات المتحدة بأربع سنوات، وتحدد المادة الأولى، القسم 2، البند 1 مدة عامين لأعضاء الكونجرس المنتخبين لمجلس النواب الأمريكي. بينما تحدد المادة الأولى، القسم 3، البند 1 بعد ذلك فترة ست سنوات لأولئك المنتخبين في مجلس الشيوخ الأمريكي، ويُقسم البند 2 الغرفة إلى ثلاث «فئات» بحيث يكون ثلث هذه المقاعد تقريبًا مخصصًا للانتخاب كل عامين.
تُجرى انتخابات العديد من مكاتب الحكومة المحلية والولائية خلال انتخابات التجديد النصفي حتى لا تتأثر بالانتخابات الرئاسية. ومع ذلك يُفضل عدد من حكومات الولايات والحكومات المحلية تجنب سنوات الانتخابات الرئاسية وكذلك سنوات الانتخابات النصفية تمامًا.

## تاريخ الانتخابات النصفية
تعتبر انتخابات التجديد النصفي استفتاءً على أداء الرئيس الحالي و/أو أداء الحزب الحالي.
غالبًا ما يميل حزب الرئيس الحالي إلى التراجع خلال انتخابات التجديد النصفي: فمنذ الحرب العالمية الثانية، خسر حزب الرئيس 26 مقعدًا في المتوسط في مجلس النواب، ومتوسط أربعة مقاعد في مجلس الشيوخ في الانتخابات النصفية.
منذ إجراء انتخابات التجديد النصفي العامة المباشرة، حدث أن فاز حزب الرئيس بمقاعد في مجلس النواب أو مجلس الشيوخ سبعة مرات فقط (في عهد الرؤساء وودرو ويلسون، وفرانكلين دي روزفلت، وجون إف كينيدي، وريتشارد نيكسون، وبيل كلينتون، وجورج دبليو بوش، ودونالد ترامب)، وحدث مرتين فقط أن فاز حزب الرئيس بمقاعد في كلا المجلسين (فرانكلين دي روزفلت 1934، وجورج دبليو بوش 2002).
عادةً ما تكون الخسائر التي يتكبدها حزب الرئيس خلال النصف الثاني من ولايته أكثر وضوحًا مما تكون عليه خلال الدورة النصفية الأولى،
| عام  | الرئيس            | حزب الرئيس        | مكسب/خسارة حزب الرئيس 1 | مكسب/خسارة حزب الرئيس 1 |
| عام  | الرئيس            | حزب الرئيس        | مقاعد النواب            | مقاعد الشيوخ            |
| ---- | ----------------- | ----------------- | ----------------------- | ----------------------- |
| 1790 | جورج واشنطن       | لا يوجد           | +3: (37 إلى 40) ‏        | 0: (18 إلى 18) ‏         |
| 1794 | جورج واشنطن       | لا يوجد           | -4: (51 إلى 47) ‏        | +3: (16 إلى 19) ‏        |
| 1798 | جون آدامز         | فيدرالي           | +3: (57 إلى 60) ‏        | 0: (22 إلى 22)          |
| 1802 | توماس جفرسون      | ديمقراطي - جمهوري | +35: (68 إلى 103) ‏      | +5: (17 إلى 22) ‏        |
| 1806 | توماس جفرسون      | ديمقراطي - جمهوري | +2: (114 إلى 116) ‏      | +1: (27 إلى 28)         |
| 1810 | جيمس ماديسون      | ديمقراطي - جمهوري | +13: (94 إلى 107) ‏      | 0: (26 إلى 26)          |
| 1814 | جيمس ماديسون      | ديمقراطي - جمهوري | +5: (114 إلى 119) ‏      | -3: (26 إلى 22) ‏        |
| 1818 | جيمس مونرو        | ديمقراطي - جمهوري | +13: (145 إلى 158) ‏     | +2: (28 إلى 30) ‏        |
| 1822 | جيمس مونرو        | ديمقراطي - جمهوري | +34: (155 إلى 189) ‏     | 0: (44 إلى 44) ‏         |
| 1826 | جون كوينسي آدامز  | ديمقراطي - جمهوري | -9: (109 إلى 100) ‏      | -2: (21 إلى 19) ‏        |
| 1830 | أندرو جاكسون      | ديمقراطي          | -10: (136 إلى 126) ‏     | +1: (25 إلى 26)         |
| 1834 | أندرو جاكسون      | ديمقراطي          | 0: (143 إلى 143) ‏       | +1: (21 إلى 22)         |
| 1838 | مارتن فان بيورين  | ديمقراطي          | -3: (128 إلى 125) ‏      | -7: (35 إلى 28)         |
| 1842 | جون تايلر         | لا يوجد           | -69: (142 إلى 73) ‏      | -3: (30 إلى 27)         |
| 1846 | جيمس بوك          | ديمقراطي          | -30: (142 إلى 112) ‏     | +2: (33 إلى 35)         |
| 1850 | ميلارد فيلمور     | Whig              | -22: (108 إلى 86) ‏      | -3: (36 إلى 33)         |
| 1854 | فرانكلين بيرس     | ديمقراطي          | -75: (158 إلى 83) ‏      | -3: (36 إلى 33)         |
| 1858 | جيمس بيوكانان     | ديمقراطي          | -35: (133 إلى 98) ‏      | -4: (32 إلى 38)         |
| 1862 | أبراهام لينكون    | جمهوري            | -23: (108 إلى 85) ‏      | +1: (31 إلى 32)         |
| 1866 | أندرو جونسون      | ديمقراطي          | +9: (38 إلى 47) ‏        | 0: (10 إلى 10)          |
| 1870 | يوليسيس جرانت     | جمهوري            | -32: (171 إلى 139) ‏     | -5: (63 إلى 58)         |
| 1874 | يوليسيس جرانت     | جمهوري            | -93: (199 إلى 106) ‏     | -10: (52 إلى 42) ‏       |
| 1878 | رذرفورد هايز      | جمهوري            | -4: (136 إلى 132) ‏      | -7: (38 إلى 31)         |
| 1882 | تشستر آرثر        | جمهوري            | -29: (151 إلى 118) ‏     | 0: (37 إلى 37)          |
| 1886 | جروفر كليفلاند    | ديمقراطي          | -16: (183 إلى 167) ‏     | +2: (34 إلى 36)         |
| 1890 | بنجامين هاريسون   | جمهوري            | -93: (179 إلى 86) ‏      | -4: (47 إلى 43)         |
| 1894 | جروفر كليفلاند    | ديمقراطي          | -127: (220 إلى 93) ‏     | -4: (44 إلى 40)         |
| 1898 | ويليام ماكينلي    | جمهوري            | -21: (205 إلى 189) ‏     | +6: (44 إلى 50) ‏        |
| 1902 | ثيودور روزفلت     | جمهوري            | +9: (201 إلى 210) ‏      | 0: (55 إلى 55) ‏         |
| 1906 | ثيودور روزفلت     | جمهوري            | -27: (251 إلى 224) ‏     | +2: (58 إلى 60) ‏        |
| 1910 | ويليام هوارد تافت | جمهوري            | -56: (219 إلى 163) ‏     | -9: (59 إلى 50) ‏        |
| 1914 | وودرو ويلسون      | ديمقراطي          | -61: (291 إلى 230) ‏     | +3: (50 إلى 53) ‏        |
| 1918 | وودرو ويلسون      | ديمقراطي          | -22: (214 إلى 192) ‏     | -4: (52 إلى 48) ‏        |
| 1922 | وارن جي. هاردينغ  | جمهوري            | -77: (302 إلى 225) ‏     | -7: (60 إلى 53) ‏        |
| 1926 | كالفين كوليدج     | جمهوري            | -9: (247 إلى 238) ‏      | -6: (56 إلى 50) ‏        |
| 1930 | هربرت هوفر        | جمهوري            | -52: (270 إلى 218) ‏     | -6: (56 إلى 50) ‏        |
| 1934 | فرانكلين روزفلت   | ديمقراطي          | +9: (313 إلى 322) ‏      | +9: (60 إلى 69) ‏        |
| 1938 | فرانكلين روزفلت   | ديمقراطي          | -72: (334 إلى 262) ‏     | -7: (75 إلى 68) ‏        |
| 1942 | فرانكلين روزفلت   | ديمقراطي          | -45: (267 إلى 222) ‏     | -8: (65 إلى 57) ‏        |
| 1946 | هاري ترومان       | ديمقراطي          | -54: (242 إلى 188) ‏     | -10: (56 إلى 46) ‏       |
| 1950 | هاري ترومان       | ديمقراطي          | -28: (263 إلى 235) ‏     | -5: (54 إلى 49) ‏        |
| 1954 | دوايت أيزنهاور    | جمهوري            | -18: (221 إلى 203) ‏     | -2: (49 إلى 47) ‏        |
| 1958 | دوايت أيزنهاور    | جمهوري            | -48: (201 إلى 153) ‏     | -12: (47 إلى 35) ‏       |
| 1962 | جون كينيدي        | ديمقراطي          | -4: (262 إلى 258) ‏      | +4: (64 إلى 68) ‏        |
| 1966 | ليندون جونسون     | ديمقراطي          | -47: (295 إلى 248) ‏     | -3: (67 إلى 64) ‏        |
| 1970 | ريتشارد نيكسون    | جمهوري            | -12: (192 إلى 180) ‏     | +2: (43 إلى 45) ‏        |
| 1974 | جيرالد فورد       | جمهوري            | -48: (192 إلى 144) ‏     | -4: (42 إلى 38) ‏        |
| 1978 | جيمي كارتر        | ديمقراطي          | -15: (292 إلى 277) ‏     | -2: (61 إلى 59) ‏        |
| 1982 | رونالد ريغان      | جمهوري            | -26: (192 إلى 166) ‏     | 0: (54 إلى 54) ‏         |
| 1986 | رونالد ريغان      | جمهوري            | -5: (182 إلى 177) ‏      | -8: (53 إلى 45) ‏        |
| 1990 | جورج بوش الأب     | جمهوري            | -8: (175 إلى 167) ‏      | -1: (45 إلى 44) ‏        |
| 1994 | بيل كلينتون       | ديمقراطي          | -54: (258 إلى 204) ‏     | -10: (57 إلى 47) ‏       |
| 1998 | بيل كلينتون       | ديمقراطي          | +4: (207 إلى 211) ‏      | 0: (45 إلى 45) ‏         |
| 2002 | جورج بوش الابن    | جمهوري            | +8: (221 إلى 229) ‏      | +2: (49 إلى 51) ‏        |
| 2006 | جورج بوش الابن    | جمهوري            | -32: (231 إلى 199) ‏     | -6: (55 إلى 49) ‏        |
| 2010 | باراك أوباما      | ديمقراطي          | -63: (256 إلى 193) ‏     | -6: (57 إلى 51) ‏        |
| 2014 | باراك أوباما      | ديمقراطي          | -13: (201 إلى 188) ‏     | -9: (53 إلى 44) ‏        |
| 2018 | دونالد ترامب      | جمهوري            | -41: (241 إلى 200) ‏     | +2: (51 إلى 53) ‏        |
| 2022 | جو بايدن          | ديمقراطي          | ستُعلن لاحقًا             | ستُعلن لاحقًا             |

1 الأحزاب الثالثة والمستقلون التي تتجمع مع حزب الرئيس غير المدرجة في فرز المقاعد.

## مقارنة بالانتخابات الأمريكية العامة الأخرى
| عام                                     | 2020 | 2021                                    | 2022 | 2023                                              | 2024 |
| --------------------------------------- | --- | --------------------------------------- | --- | ------------------------------------------------- | --- |
| النوع                                   | عامة | بدون انتخابات رئاسية أو نصفيةa          | تجديد نصفي | بدون انتخابات رئاسية أو نصفيةb                    | عامة |
| الانتخابات الرئاسية الأمريكية           | الانتخابات الرئاسية الأمريكية 2020 | لا                                      | لا | لا                                                | الانتخابات الرئاسية الأمريكية عام 2024 |
| الشيوخ                                  | انتخابات مجلس الشيوخ الأمريكي 2020 | لا                                      | Class III (34 مقعدًا) | لا                                                | Class I (33 مقعدًا) ‏ |
| النواب                                  | انتخابات مجلس النواب الأمريكي 2020[2] | لا                                      | جميع الـ 435 مقعدًا[3] | لا                                                | جميع الـ 435 مقعدًا[2] |
| الحاكم ‏                                 | 11 مقعدًا، 2 territories ‏ حاكم ولاية ديلاوير ‏, حاكم إنديانا ‏, MO، حاكم مونتانا ‏, حاكم نيو هامبشاير ‏, حاكم كارولينا الشمالية ‏, حاكم شمال داكوتا ‏, UT, حاكم فيرمونت ‏, حاكم واشنطن، WV، حاكم ساموا الأمريكية ‏, حاكم بورتوريكو                          | 2 states حاكم نيو جيرسي ‏, حاكم فرجينيا ‏ | 36 مقعدًا، DC, & 3 territories ‏[4] قائمة حكام ولاية ألاباما، AK، حاكم أريزونا ‏، AR، حاكم ولاية كاليفورنيا، CO، CT، حاكم ولاية فلوريدا ‏, حاكم جورجيا ‏, حاكم هاواي ‏, حاكم ايداهو ‏, حاكم إلينوي ‏, حاكم آيوا، حاكم كانساس ‏, حاكم مين ‏, حاكم ماريلاند ‏, حاكم ماساتشوستس ‏, حاكم ميشيغان ‏, حاكم مينيسوتا ‏, حاكم نبراسكا ‏, NV, حاكم نيو هامبشاير ‏, حاكم المكسيك جديدة ‏, حاكم نيويورك ‏, OH, حاكم أوكلاهوما ‏, حاكم ولاية أوريغون ‏, حاكم ولاية بنسلفانيا ‏, حاكم جزيرة رود ‏, حاكم كارولينا الجنوبية ‏, حاكم داكوتا الجنوبية ‏, حاكم تينيسي ‏, حاكم ولاية تكساس، حاكم فيرمونت ‏, حاكم ولاية ويسكونسن ‏, WY، عمدة واشنطن العاصمة، GU، MP، VI | 3 states حاكم كنتاكي ‏, حاكم لويزيانا ‏، MS         | 11 states, 2 territories حاكم ولاية ديلاوير ‏, حاكم إنديانا ‏, MO، حاكم مونتانا ‏, حاكم نيو هامبشاير ‏, حاكم كارولينا الشمالية ‏, حاكم شمال داكوتا ‏, UT, حاكم فيرمونت ‏, قائمة حكام واشنطن، WV، حاكم ساموا الأمريكية ‏, حاكم بورتوريكو       |
| نائب حاكم ‏[5]                           | انتخابات الولايات المتحدة الأمريكية 2020 نائب حاكم ولاية ديلاوير ‏, MO, نائب حاكم شمال كارولينا ‏, VT, نائب حاكم واشنطن ‏, نائب حاكم ساموا الأمريكية ‏                                                                                                 | 1 state نائب حاكم فرجينيا ‏              | 10 states [6] نائب حاكم ألاباما ‏, نائب حاكم أركنساس ‏, نائب حاكم كاليفورنيا ‏, نائب حاكم جورجيا ‏, نائب حاكم ايداهو ‏, نائب حاكم نيفادا ‏, نائب حاكم أوكلاهوما ‏, RI, نائب حاكم تكساس ‏, VT | 2 states نائب حاكم لويزيانا ‏, نائب حاكم ميسيسيبي ‏ | 5 states, 1 territory نائب حاكم ولاية ديلاوير ‏, MO, نائب حاكم شمال كارولينا ‏, VT, نائب حاكم واشنطن ‏, نائب حاكم ساموا الأمريكية ‏ |
| وزير ولايه ‏                             | 8 states MO, MT, NC, وزير خارجية أوريغون ‏، PA، VT، WA, WV | None                                    | 26 states AL, وزير خارجية أريزونا ‏, AR, CA، CO، CT، وزير خارجية ولاية جورجيا (أمريكا)، ID، IL, IN, IA, KS، MA, MI, MN، NE, NV, NM، ND, OH, RI, SC, وزير خارجية تكساس ‏, VT, WI, WY | 2 states KY, MS                                   | 8 states MO, MT, NC, وزير خارجية أوريغون ‏، PA، VT، WA, WV |
| Attorney General                        | 10 states IN, MO, MT, NC، OR، PA, UT، VT، WA, WV | 1 state VA                              | 29 states, DC, & 2 territories المدعي العام لألاباما ‏, المدعي العام لأريزونا ‏, AR, المدعي العام في كاليفورنيا ‏, CO, CT، FL, GA, ID, المدعي العام لإلينوي ‏, IA, KS, MD, MA, المدعي العام لميشيغان ‏, المدعي العام لمينيسوتا ‏, NE, NV, NM, النائب العام لنيويورك ‏, ND, OH, OK, RI, SC, TX، VT, WI, WY, DC, GU, MP | 2 states KY, MS                                   | 10 states IN, MO, MT, NC، OR، PA, UT، VT، WA, WV |
| أمين صندوق الدولة ‏[7]                   | 9 states MO, NC, ND، OR، PA, UT، VT، WA, WV | None                                    | 23 states AL, AZ, AR, CA, CO, CT، FL (CFO), أمين صندوق الدولة ‏, IL, IN, IA, KS, MA, NE, NV, NM, OH, OK، RI, أمين صندوق الدولة ‏، VT, WI, أمين صندوق الدولة ‏ | 2 states KY, وزير مالية ميسيسيبي ‏                 | 9 states MO, NC, ND، OR، PA, UT، VT، WA, WV |
| State Comptroller/Controller            | None | None                                    | 8 states CA، CT, IL، MD، NV, NY, SC، TX | None                                              | None |
| State Auditor                           | 9 states MT, NC, ND، PA, UT، VT، WA, WV, GU | None                                    | 15 states AL, AR، DE، IN, IA, MA, MN, MO, NE, NM, OH, OK، SD، VT، WY | 1 state KY                                        | 9 states MT, NC, ND، PA, UT، VT، WA, WV, GU |
| وكالة التعليم الحكومية ‏                 | 4 states MT, NC, ND، WA | 1 state WI                              | 8 states AZ, CA، GA, ID، OK, SC, SD (incl. Land)، WY | None                                              | 4 states MT, NC, ND، WA |
| Agriculture commissioner                | 2 states NC، WV | None                                    | 7 states AL، FL, GA، IA، ND، SC، TX | 2 states KY, MS                                   | 2 states NC، WV |
| Insurance Commissioner                  | 3 states NC، ND، WA, | None                                    | 5 states DE، CA GA، KS، OK, | 2 states LA, MS                                   | 3 states NC، ND، WA, |
| Other commissioners & elected officials | 1 state NC (Labor) | None                                    | 8 states مفتش مناجم ولاية أريزونا ‏, AR (Land)، GA (Land)، NM (Land)، ND (Tax)، OK (Labor), OR (Labor), TX (Land) | None                                              | 1 state NC (Labor) |
| State legislatures[8]                   | الانتخابات التشريعية للولايات المتحدة 2020 ‏ AK, AZ, AR, CA, CO, CT, DE, FL, GA, HI, ID, IL, IN, IO, KS, KY, ME, MA, MI, MN, MO, MN, NE, NV, NH, NM, NY, NC, ND, OH, OK, OR, PA, RI, SC, SD, TN, TX, UT, VT, WA, WV, WI, WY, DC, AS, GU, MP, PR, VI | 2 states VA, NJ                         | 46 states, DC, & 4 territories AK, AL, AZ, AR, CA, CO, CT, DE, FL, GA, HI, ID, IL, IN, IO, KS, KY, ME, MA, MD, MI, MN, MO, MN, NE, NV, NH, NM, NY, NC, ND, OH, OK, OR, PA, RI, SC, SD, TN, TX, UT, VT, WA, WV, WI, WY, DC, AS, GU, MP, VI | 4 states LA, MS, NJ, VA                           | 44 states, DC, & 5 territories AK, AZ, AR, CA, CO, CT, DE, FL, GA, HI, ID, IL, IN, IO, KS, KY, ME, MA, MI, MN, MO, MN, NE, NV, NH, NM, NY, NC, ND, OH, OK, OR, PA, RI, SC, SD, TN, TX, UT, VT, WA, WV, WI, WY, DC, AS, GU, MP, PR, VI |
| State boards of education [9]           | 8 states, DC, & 3 territories AL، CO، KS، MI، NE، OH، TX، UT، DC, GU, MP, VI | None                                    | 8 states, DC, & 3 territories AL، CO، KS، MI، NE، OH، TX، UT، DC, GU, MP, VI | None                                              | 8 states, DC, & 3 territories AL، CO، KS، MI، NE، OH، TX، UT، DC, GU, MP, VI |
| Other state, local, and tribal offices  | Varies | Varies                                  | Varies | Varies                                            | Varies |

1  هذا الجدول لا يشمل الانتخابات التكميلية، التي تُجرى لشغل مقعد شاغر في غير المواعيد الطبيعية للانتخابات.
2  وكذلك جميع الأعضاء غير المصوتين في مجلس النواب بالولايات المتحدة.
3  بالإضافة إلى خمسة أعضاء لا يحق لهم التصويت في مجلس النواب الأمريكي. يخدم المفوض المقيم لبورتوريكو بدلاً من ذلك فترة أربع سنوات تتزامن مع الولاية الرئاسية.
4  يجري انتخاب حكام ولايتي نيو هامبشاير وفيرمونت لمدة عامين. يخدم حكام الولايات الـ 48 الآخرون وجميع حكام الأقاليم الخمسة لفترات مدتها أربع سنوات.
5 في 26 ولاية و3 أقاليم، يجري انتخاب نائب الحاكم على نفس بطاقة الحاكم: AK, CO, CT, FL, HI, IL, IN, IA, KS, KY, MD, MA, MI, MN, MT, NE, NJ, NM, NY, ND, OH, PA, SC, SD, UT, WI, GU, MP, VI.
6  يجري انتخاب المسؤولين الآخرين في ولاية فيرمونت لمدة عامين، مثل الحاكم. جميع ضباط الدولة الآخرين من جميع الولايات الأخرى المدرجة يخدمون لمدة أربع سنوات.
7  في بعض الولايات، يكون للمراقب المالي أو المراقب واجبات تعادل مهام أمين الصندوق. يوجد بعض الولايات كلا المنصبين، لذلك ذُكر كلاهما بشكل منفصل.
8  لا تفرق هذه القائمة بين مجالس كل هيئة تشريعية. تتكون الهيئة التشريعية للولاية من مجلسين؛ ولكن في نبراسكا وجلس واحد. إضافة إلى أن العاصمة واشنطن وجوام وجزر فيرجن الأمريكية بها مجلس واحد؛ بينما المناطق الأخرى ذات مجلسين. كل المجالس التشريعية لها شروط متفاوتة لأعضائها. لدى العديد منها فترة سنتين لمجلس النواب وأربع سنوات لمجلس الشيوخ. بعضها مدته سنتان وبعضها الآخر مدته أربع سنوات. ولاية أركنساس لديها مزيج من فترتي سنتين وأربع سنوات في نفس المجلس.
9  معظم الولايات غير المدرجة هنا لديها مجلس يُعينه الحاكم والسلطة التشريعية. تضم جميع المجالس المدرجة هنا أعضاء يخدمون لفترات متداخلة مدتها أربع سنوات، باستثناء كولورادو، التي تبلغ مدتها ست سنوات، وغوام، التي تبلغ مدتها سنتان. يجري انتخاب معظمهم على مستوى الولاية، ويُنتخب البعض من الدوائر. يوجد في لويزيانا وأوهايو وجوام وجزر ماريانا الشمالية أعضاء إضافيون معينون.

## ملحوظات
1. ↑  أرقام الربح/الخسارة خاصة بالفصيل المؤيد للرئيس (1790) والحزب الفيدرالي الأمريكي (1794).
2. ↑  أرقام الربح/الخسارة تخص الفصيل المناهض لجاكسون.
3. ↑  أرقام الربح/الخسارة خاصة بـ ديمقراطية جاكسونية.
4. ↑  جرى انتخاب تايلر على بطاقة Whig في عام 1840 لكنه طُرد من الحزب في عام 1841. أرقام الربح/الخسارة تخص حزب Whig.